# Torneo di Wimbledon 1890 - Doppio maschile
I detentori del titolo William Renshaw e Ernest Renshaw non hanno partecipato a questa edizione del torneo.
Joshua Pim e Frank Stoker hanno battuto in finale Ernest Lewis e George Hillyard col punteggio di 6-0, 7-5, 6-4.

## Tabellone

### Legenda
| - Q = Qualificato - WC = Wild card - LL = Lucky loser | - ALT = Alternate - SE = Special Exempt - PR = Protected Ranking | - w/o = Walkover - r = Ritirato - d = Squalificato |

|  | Quarti di finale            | Quarti di finale            | Quarti di finale            | Quarti di finale        | Quarti di finale        | Quarti di finale        | Quarti di finale |  |  | Semifinali             | Semifinali             | Semifinali             | Semifinali             | Semifinali       | Semifinali       | Semifinali |   |   | Finale                 | Finale                 | Finale                 | Finale                 | Finale | Finale | Finale |  |
|  |                             |                             |                             |                         |                         |                         |                  |  |  |                        |                        |                        |                        |                  |                  |            |   |   |                        |                        |                        |                        |        |        |        |  |
|  | G E Brown P B Brown         | G E Brown P B Brown         | G E Brown P B Brown         | G E Brown P B Brown     | G E Brown P B Brown     | G E Brown P B Brown     | w/o              |  |  |                        |                        |                        |                        |                  |                  |            |   |   |                        |                        |                        |                        |        |        |        |  |
|  | J Baldwin W Bush-Salmon     | J Baldwin W Bush-Salmon     | J Baldwin W Bush-Salmon     | J Baldwin W Bush-Salmon | J Baldwin W Bush-Salmon | J Baldwin W Bush-Salmon |                  |  |  | G E Brown P B Brown    | G E Brown P B Brown    | G E Brown P B Brown    | G E Brown P B Brown    | 2                | 4                | 6          |   |   |                        |                        |                        |                        |        |        |        |  |
|  | G W Hillyard E W Lewis      | G W Hillyard E W Lewis      | G W Hillyard E W Lewis      | G W Hillyard E W Lewis  | 6                       | 6                       | 6                |  |  | G W Hillyard E W Lewis | G W Hillyard E W Lewis | G W Hillyard E W Lewis | G W Hillyard E W Lewis | 6                | 6                | 8          |   |   |                        |                        |                        |                        |        |        |        |  |
|  | H S Barlow H S Mahony       | H S Barlow H S Mahony       | H S Barlow H S Mahony       | H S Barlow H S Mahony   | 1                       | 0                       | 4                |  |  |                        |                        |                        |                        |                  |                  |            |   |   | G W Hillyard E W Lewis | G W Hillyard E W Lewis | G W Hillyard E W Lewis | G W Hillyard E W Lewis | 0      | 5      | 4      |  |
|  | H Baddeley W Baddeley       | H Baddeley W Baddeley       | H Baddeley W Baddeley       | 6                       | 4                       | 6                       | 6                |  |  |                        |                        | J Pim F O Stoker       | J Pim F O Stoker       | J Pim F O Stoker | J Pim F O Stoker | 6          | 7 | 6 |                        |                        |                        |                        |        |        |        |  |
|  | A Stanley H W W Wilberforce | A Stanley H W W Wilberforce | A Stanley H W W Wilberforce | 4                       | 6                       | 1                       | 2                |  |  | H Baddeley W Baddeley  | H Baddeley W Baddeley  | H Baddeley W Baddeley  | 1                      | 5                | 7                | 1          |   |   |                        |                        |                        |                        |        |        |        |  |
|  |                             |                             |                             |                         |                         |                         |                  |  |  | J Pim F O Stoker       | J Pim F O Stoker       | J Pim F O Stoker       | 6                      | 7                | 5                | 6          |   |   |                        |                        |                        |                        |        |        |        |  |